# Friedrich Kreß von Kressenstein (Diplomat)
Johann Georg Friedrich Freiherr Kreß von Kressenstein (geboren 27. November 1776; gestorben 26. Mai 1855 in Wien) war ein deutscher Adeliger und kaiserlich-königlicher Diplomat. Mitte des 19. Jahrhunderts war er der einzige Protestant unter den österreichischen Diplomaten.

## Leben
Kreß entstammt dem bis auf das Jahr 1291 nachweisbaren Uradelsgeschlecht Kreß von Kressenstein und gilt als Begründer der dritten Ahnenlinie der im Königreich Bayern anerkannten und am 26. Januar 1817 immatrikulierten Freiherrn, die noch Mitte des 19. Jahrhunderts den Kraftshof in Nürnberg als Seniorat besaßen.
Er war Sohn des Johann Georg Friedrich Kress von Kressenstein und der Maria Hedwig, geborenen Haller von Hallerstein. Er war Mitglied der Reichsritterschaft des Kantons Altmühl in Franken, Herr auf Kraftshof, Dürrenmungenau und Röthenbach bei Sankt Wolfgang.
Am 1. August 1799 heiratete er M. Sabina, geborene von Holzschuher (4. Januar 1779), von der er sich am 5. Dezember 1816 scheiden ließ. Mit ihr hatte er seine ersten beiden Kinder; Christian Karl (geboren 11. April 1801), den späteren Großherzoglich Hessischen Kammerherrn, sowie die am 16. April 1807 geborene Regina Maria, die am 28. Oktober 1821 einen Königlich Bayerischen Rittmeister ehelichte.
Ab 1817 wirkte Friedrich Freiherr Kreß von Kressenstein im deutschen Büro der auswärtigen Abteilung der Staatskanzlei Österreich. 1822 wurde er zum Hofrat und zum ersten Geschäftsführers des deutschen Büros ernannt. Zu seinem Aufgabenbereich zählte damit unter anderem die Privilegierung der Gesammelten Werke von Johann Wolfgang von Goethe sowie die Durchsicht der offiziösen Artikel der Allgemeinen Zeitung.
Von 1824 bis 1828 war Kreß als österreichischer Kommissar beteiligt an der Schlichtung des Streits zwischen Preußen und Anhalt-Köthen. Bald darauf heiratete er in zweiter Ehe am 8. Juli 1832 Franzisca, geborene Freiin Hormayr zu Hortenburg (geboren 7. März 1807; gestorben 26. Dezember 1853 in Hannover). Mit ihr bekam er zwei weitere Kinder: Friedrich Clemens (geboren 31. Dezember 1833), den späteren k.k. Oberleutnant im 11. Ulanen-Regiment Kaiser Alexander II. von Russland, und Felicitas (geboren 5. September 1837).
1836 schied er aus dem deutschen Büro aus, um dann als Ministerresident in Hamburg zu fungieren in gleicher Funktion auch beim Großherzog von Oldenburg sowie als bevollmächtigter Minister an den Höfen des Großherzogtums Mecklenburg-Schwerin, des Großherzogtums Mecklenburg-Strelitz und in den Hanse- und Bundesstädte Lübeck und Bremen. Schon in seiner Hamburger Zeit mit Wohnsitz Esplanade 33 an der Wallseite war der k.k. wirkliche Kämmerer und mit dem Anspruch als „Seine Exzellenz“ Anzusprechende hochdekoriert worden. So war er ausgezeichnet worden als
- Ritter des Königlich Preußischen Roten Adlerordens II. Klasse,
- Kommandeur I. Klasse des Kurhessischen Hausordens vom goldenen Löwen,
- mit dem Großherzoglich-Hessischen Ludwigs-Orden,
- dem Königlich Bayerischen Zivilverdienstorden,[5]
- dem 1828 in der Ausprägung Komtur verliehenen[6] Königlich Sächsischen Zivilverdienstorden
- und dem Großherzoglich Badenschen Zähringer Löwen-Orden in Brillanten.[5]

Den Ehrungen reihten sich im Lauf der Zeit weitere Auszeichnungen an wie unter anderem
- das Großkreuz des kaiserlichen Ordens der Eisernen Krone,
- der Königlich Hannoversche Guelphen-Orden,
- der Großherzoglich Oldenburgische Hausorden,
- sowie der Herzoglich Braunschweigische Orden Heinrichs des Löwen.[7]

Vom Hamburger Posten schließlich wurde Kress von Kressenstein, über den Ferdinand Beneke in seinem Tagebuch geschrieben hatte, dass dieser „seinen Augen und auch seinem Herzen wohlgefiele, [...] taktvollerweise nach Hannover versetzt.“
1839 übernahm Kress den Posten des k.k. Gesandten in Hannover. In der Residenzstadt des Königreichs Hannover hatte der k.k. Wirkliche Geheime Rat, außerordentliche Abgesandte und bevollmächtigte Minister vom kaiserlich österreichischen Hofe zwei Wohnsitze; im Winter das Haus Marktstraße 60 und als Sommersitz die Villa Rosa in der Glockseestraße 1, die er 1844 von der Witwe des Hofrates Eisendecher erworben hatte.
Als Ministerresident war er bei König Ernst August in Hannover bis 1850 tätig. 1850 zog er sich in den Ruhestand zurück, lebte aber zunächst weiterhin in Hannover. Spätestens dort hatte sich Kress von Kressenstein eine vollständige Lähmung zugezogen; seine Ehefrau begleitete ihn daher im Sommer 1853 in ein Kurbad. Bei der Krankenpflege ihres Mannes in der Villa Rosa Anfang 1854 geriet ihre Kleidung an der Flamme einer Leuchte in Brand; der völlig gelähmte Kress von Kressenstein konnte seiner auf dem Fußboden sich wälzende Ehefrau nicht helfen. Erst die durch die Schreie herbeieilende „fremde Hülfe“ konnte die brennende Frau löschen, die bald darauf ihren schweren Verbrennungen erlag.
Nach dem Tod seiner Ehefrau verkaufte Kress 1844 die Villa Rosa an den Unternehmer Leopold Hurtzig.
Friedrich Kreß von Kressenstein starb 1855 im Alter von 78 Jahren in Wien.

## Archivalien
Archivalien von und über Friedrich Kreß von Kressenstein finden sich beispielsweise
- im Historischen Archiv des Germanischen Nationalmuseums als Porträt-Fotografie im Kabinettformat nach einem Gemälde unter dem Titel Bildnis des Johann Georg Friedrich Christoph Kress von Kressenstein (1776–1855), aufbewahrt im Familienarchiv Kress von Kressenstein 4, Archivsignatur FM-KRE-4 276.20 (Altsignatur Familien: Kress von Kressenstein, Abt. D, Reihe III, 276.a.20)[13]